# Луций Кальпурний Пизон Цезонин (квестор)
Лу́ций Кальпу́рний Пизо́н Цезони́н (лат. Lucius Calpurnius Pisō Caesoninus; умер после 90 года до н. э.) — римский политический деятель из плебейского рода Кальпурниев Пизонов, квестор 100 года до н. э. Во время Союзнической войны 91—88 годов до н. э., возможно, занимал преторскую должность.

## Биография
Отцом Луция Кальпурния был консул 112 года до н. э. того же имени. В 100 году до н. э. Цезонин-младший занимал должность квестора. Во время квестуры он чеканил совместно с коллегой, Квинтом Сервилием Цепионом, монеты для государственных закупок зерна. В 90 году до н. э. Луций руководил производством оружия для Союзнической войны (возможно, уже в должности претора). Существует предположение, что именно он внес законопроекты о создании двух новых триб и о награждении солдат за храбрость римским гражданством.

## Семья
Луций Кальпурний был женат на Кальвенции, дочери купца галльского происхождения из Плаценции. В этом браке родился сын того же имени, консул 58 года до н. э.